# Mike Melvill

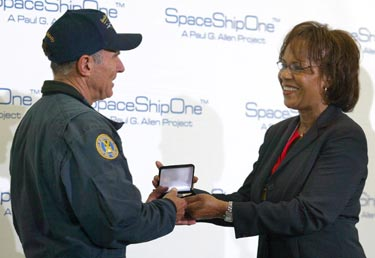
Mike Melvill odbiera odznakę FAA Commercial Space Astronaut Wings

Michael (Mike) W. Melvill (ur. 11 listopada 1940 roku) – amerykański pilot oblatywacz i astronauta. Jako pilot i konstruktor uczestniczył w programie budowy samolotu kosmicznego SpaceShipOne należącego do korporacji Scaled Composites. 21 czerwca 2004 roku dotarł na pokładzie SpaceShipOne w przestrzeń kosmiczną, stając się pierwszym pozarządowym astronautą.
Melvill urodził się w Durbanie w Południowej Afryce. Jego rodzina przeniosła się do Wielkiej Brytanii, a sam Melvill wyemigrował do USA i w latach 70. XX wieku otrzymał obywatelstwo tego kraju. W USA poznał swoją żonę Sally, mają razem syna i czworo wnuków.
W USA nawiązał znajomość z Burtem Rutanem. Melvill miał ogromne doświadczenie jako oblatywacz, spędził 7000 godzin za sterami ponad 130 typów pojazdów latających. Jako pierwszy pilotował 9 samolotów skonstruowanych przez Rutana. Efektem pracy Melvilla stało się zdobycie posady wiceprezesa oraz managera w Scaled Composites.
Dzięki swoim osiągnięciom w lotnictwie testowym został członkiem międzynarodowego Towarzystwa Pilotów Doświadczalnych (ang. Society of Experimental Test Pilots). W roku 1999 otrzymał nagrodę imienia Ivana C. Kincheloe za pracę nad samolotem wysokościowym 281 Proteus. Własną konstrukcją Melvilla był samolot Long EZ, którym obleciał świat dookoła w roku 1997 razem z Dickiem Rutanem, bratem Burta. Kilka lat wcześniej Melvill uczestniczył również w testach Voyagera, ale nie pilotował go w czasie jego rekordowego lotu wokół kuli ziemskiej.
Melvill wniósł też duży wkład w budowę SpaceShipOne i WhiteKnightOne. Opracował system dokowania, który pozwalał na wspólny lot obu połączonych pojazdów. 21 czerwca 2004 roku pilotował SpaceShipOne podczas pierwszego lotu w przestrzeń kosmiczną. Wzniósł się na wysokość 100 kilometrów, a jego samolot rozwinął prędkość 3 Ma. Po udanym lądowaniu wręczono mu odznakę astronauty. Od prac nad North American X-15 w latach 60. XX wieku nikt nie otrzymał jej za lot samolotem kosmicznym.

## Odznaczenia
- FAA Commercial Space Astronaut Wings – 2004[1]
- Universal Astronaut Insignia za lot suborbitalny (nr 13) – Stowarzyszenie Uczestników Lotów Kosmicznych (Association of Space Explorers(inne języki))[2]